# Pierre K. Rey
Pierre K. Rey, pseudonyme de Pierre Jouvert, né le 29 janvier 1947 à Alès et mort le 16 novembre 2007 à Montréal, est un anthologiste, traducteur, critique et directeur de collection français dans le domaine de la science-fiction et il est considéré comme un des spécialistes de la science-fiction anglo-saxonne qu'il a beaucoup contribué à faire connaître en France dans les années 1980 et 1990.

## Biographie
Pierre K. Rey est né le 29 janvier 1947 à Alès dans le Gard. Il publie ses premiers articles en 1974 dans la revue Horizons du fantastique puis participe à la rédaction de la revue de SF/Fantastique Spirale en 1975-1976 et, au début des années 1980, à celle de Thriller, un magazine plus tourné vers le fantastique moderne et le roman noir anglo-saxons. Commencée dans la presse spécialisée, c'est aussi là que se terminera la carrière de Pierre K. Rey puisque celui-ci sera rédacteur en chef-adjoint de la revue de SF Galaxies, dont il avait fait partie des créateurs, de 1996 à 2001.
Durant les années 1980, Pierre K. Rey devient un des acteurs de premier plan de l'édition de la SF anglo-saxonne en France, notamment en dirigeant de 1986 à 1990 l'importante anthologie de SF annuelle Univers des éditions J'ai lu. Au cours de ces années d'activité exceptionnelle, il se fera l'ardent promoteur d'une SF miroir de notre présent, sophistiquée, inventive et de haut niveau littéraire, capable de rivaliser avec le meilleur de la littérature. En 1986 et 1987, il dirige une collection d'anthologies, qu'il compose lui-même, pour les Éditions Londreys. Humoriste pratiquant dans la vie et grand admirateur de Pierre Dac, Pierre K. Rey appréciait particulièrement l'humour sous toutes ses formes dans la SF...
Durant cette période, il vit à Montpellier puis à Palavas-les-Flots et co-orgarnise en 1987 la convention Française et Européenne de Science-Fiction : COMECON (COMEdie CONvention).
Émigré au Québec tout à la fin des années 1980, Pierre K. Rey voit ses activités littéraires vite basculer exclusivement vers la traduction avant que sa contribution importante à la revue Galaxies ne le fasse revenir une dernière fois sur la scène éditoriale de la SF française. 
Pierre K. Rey décède subitement d'un infarctus le 16 novembre 2007 à Montréal après avoir abandonné toute activité dans l'édition à partir de 2001 pour se consacrer à l'informatique, sa nouvelle passion héritée des années passées en France parmi les ordinateurs d'une grande banque.
Pierre K. Rey était aussi un connaisseur et un passionné de cinéma. Un de ses genres favoris était le Western. Avant son départ pour le Québec, il avait participé à la programmation d'une salle d'art et essai à Avignon puis était devenu cogérant d'une autre à Perpignan.

## Anthologies et recueils d'auteur
- Ursula K. Le Guin : La nouvelle Atlantide, Éd. Ponte Mirone, 1980
- L'Amérique aux fantasmes, Nouvelles Éditions Opta, 1981.
- La Femme Infinie, Éd. Casterman, 1983.
- Le Livre d'or de la Science Fiction : Orbit de Damon Knight, Presses Pocket, 1983.
- Univers 1986, Éd. J'ai lu, 1986.
- ADN, Société Anonyme, Éd. Londreys, 1986.
- Images de la IIIe Guerre Mondiale, Éd. Londreys, 1986.
- Le Livre d'Or de la Science Fiction : James Tiptree, Presses Pocket, 1986.
- Univers 1987, Éd. J'ai lu, 1987.
- Tropique des Étoiles, Éd. Londreys, 1987.
- L'assassin habite au XXIe siècle, Éd. Londreys, 1987.
- Univers 1988, Éd. J'ai lu, 1988.
- Univers 1989, Éd. J'ai lu, 1989.
- Pavane au fil du temps de Robert Silverberg, J'ai lu, 1989.
- Univers 1990, Éd. J'ai lu, 1990.

## Traductions de volumes
Outre les livres ci-dessous, Pierre K. Rey a traduit près de 60 nouvelles de l'anglais en français pour diverses revues et anthologies.
- Philip K. Dick, Derrière la porte (avec Alain Dorémieux), Éd. Denoël, coll. «Présence du futur», 1988.
- Robert Silverberg, Pavane au fil du temps, Éd. J'ai lu, coll. «SF», 1988.
- John Russo, L'appel du sang, Éd. J'ai lu, coll. «Épouvante», 1989.
- Ed Naha, Dead Bang (novelization), Éd. J'ai lu, coll. «Suspense», 1989.
- Howard Waldrop, Ces chers vieux monstres, Éd. Denoël, coll. «Présence du futur», 1990.
- K. W. Jeter, Horizon vertical, Éd. J'ai lu, coll. «SF», 1990.
- Gene Wolfe, Toutes les couleurs de l'enfer, Éd. Denoël, coll. «Présence du fantastique», 1990.
- Parke Godwin, En attendant le bus galactique, Éd. J'ai lu, coll. «SF», 1990.
- J. G. Ballard, La région du désastre, Éd. J'ai lu, coll. «SF», 1991.
- Robert Silverberg & Karen Haber, La saison des mutants, Éd. J'ai lu, coll. «SF», 1991.
- Robots et Extraterrestres d'Isaac Asimov T.1, Éd. J'ai lu, coll. «SF», 1991.
- Robots et Extraterrestres d'Isaac Asimov T.2, Éd. J'ai lu, coll. «SF», 1992.
- Robots et Extraterrestres d'Isaac Asimov T.3, Éd. J'ai lu, coll. «SF», 1992.
- Karen Haber, L'étoile des mutants, Éd. J'ai lu, coll. «SF», 1993.
- Brian Stableford, Les loups-garous de Londres, Éd. J'ai lu, coll «Épouvante», 1993.
- Nancy Kress, La flûte ensorceleuse, Éd. J'ai lu, coll. «SF-Fantasy», 1993.
- John Kessel, Bonnes nouvelles de l'espace, Éd. J'ai lu, coll. «SF», 1994.
- Christopher Pike La falaise maudite, Éd. Presses Pocket Junior, 1995 (sous le nom de Pierre Jouvert).
- Peter F. Hamilton, Rupture dans le réel T.1 Émergence (avec Jean-Daniel Brèque), Éd. Robert Laffont, coll. Ailleurs et Demain, 2000.
- Peter F. Hamilton, Rupture dans le réel T.2 Expansion (avec Jean-Daniel Brèque), Éd. Robert Laffont, coll. Ailleurs et Demain, 2000.

## Essai
- La Nouvelle Science-fiction américaine, avec Pascal J. Thomas, Éd. A&A Infos no 72bis, mai 1981.